# Nahoubé
Nahoubé, parfois orthographié Naoubé, est une commune rurale située dans le département de Méguet de la province du Ganzourgou dans la région du Plateau-Central au Burkina Faso.

## Géographie
Nahoubé est localisé à environ 7 km à l'est de Méguet et à 1 km à l'ouest de Salogo.

## Santé et éducation
Le centre de soins le plus proche de Nahoubé est le centre de santé et de promotion sociale (CSPS) de Méguet tandis que le centre médical avec antenne chirurgicale (CMA) se trouve à Zorgho.